# Biernacki (Orgelbauer)
Biernacki war eine bedeutende Familie von Orgelbauern in Polen und Litauen im 19. und 20. Jahrhundert.

## Orgelbauer
Hugo Ernst Biernacki

Hugo Ernst Biernacki wurde 1829 geboren. Wahrscheinlich 1859/60 gründete er eine Orgelbauwerkstatt in Osiek bei Płock in Kujawien im damaligen Kongresspolen. 1884 verunglückte er bei einem Orgelbau.
Dominik Biernacki

Dominik Biernacki wurde 1870 geboren. Als 14-Jähriger übernahm er nach dem Tod des Vaters die Leitung der Firma. Er verlegte die Werkstatt nach Dobrzyń nad Wisłą (Dobrin an der Weichsel) und baute als erster in Polen industriell gefertigte Orgelteile. Bald nach 1900 arbeiteten etwa 80 Personen in der Werkstatt. Sie lieferte Orgeln in Polen, sowie in das Russische Reich, zu dem damals auch Litauen gehörte. Dominik Biernacki erhielt den Titel eines Hofbaumeisters Seiner Kaiserlichen Hoheit.
1902 kaufte er eine Werkstatt in Płock und verlegte bald danach die Firma dorthin, kehrte aber nach einiger Zeit nach Dobrzyn zurück. 1914 verlegte er die Firma nach Włocławek (Leslau).
Nach seinem Tod 1928 übernahmen die Söhne Wacław (II) und Dominik (II) die Firma.
Wacław Biernacki

Wacław (I) Biernacki wurde 1878 geboren. 1908 übernahm er die Filiale in Wilna (Vilnius), das damals zu Russland gehörte. Um 1919/21 verlegte er den Hauptsitz wegen des polnisch-sowjetischen Krieges nach Warschau. Um 1935 übergab er die Firma in Warschau und Vilnius an seinen Schwager Roman Truszczyński. Bis 1941 wurden dort etwa 500 Orgeln gebaut.
Wacław (II) und Dominik (II) Biernacki

Wacław Biernacki wurde 1901 als Sohn von Dominik Biernacki geboren, Dominik (II) 1906. Beide übernahmen die Firma des Vaters in Włocławek und verlegten diese später nach Kraków. Wacław starb 1954, Dominik 1970.

## Orgeln (Auswahl)
Von der Firma Biernacki wurden mehrere hundert Orgeln im damaligen Polen und Russland gebaut, einige davon im heutigen Litauen und Weißrussland.
| Jahr | Ort                         | Gebäude                    | Bild | Manuale | Register | Bemerkungen |
| ---- | --------------------------- | -------------------------- | ---- | ------- | -------- | --- |
| 1920 | Łódź                        | Herz-Jesu-Kirche           |      | III/P   | 67       | 1999 Reparaturen, erhalten |
| 1928 | Ruda Śląska                 | Kirche St. Paulus          |      | III/P   | 70       | erhalten |
| ?    | Rudy Wielkie                | Basilika St. Maria         |      | II/P    | 35       | erhalten |
| 1949 | Częstochowa (Tschenstochau) | Kathedrale Heilige Familie |      | IV/P    | 101      | erhalten, mit kleiner Orgel (II/P, 16) elektrisch verbunden |
| 1950 | Warschau                    | Nationalphilharmonie       |      | IV/P    | 64       | Umsetzung der prospektlosen Jehmlich-Orgel IV/64 von 1944 aus der Stadthalle Gydnia durch Biernacki in die Nationalphilharmonie und Ergänzung mit einem Prospekt. Orgel im Jahr 2000 abgebaut |
| 1963 | Kraków (Krakau), Kazimierz  | Fronleichnamsbasilika      |      | IV/P    | 82       | Prospektgehäuse aus dem 17. Jahrhundert; 2005 Reparaturen an der Orgel, erhalten |